# Złom (metalurgia)

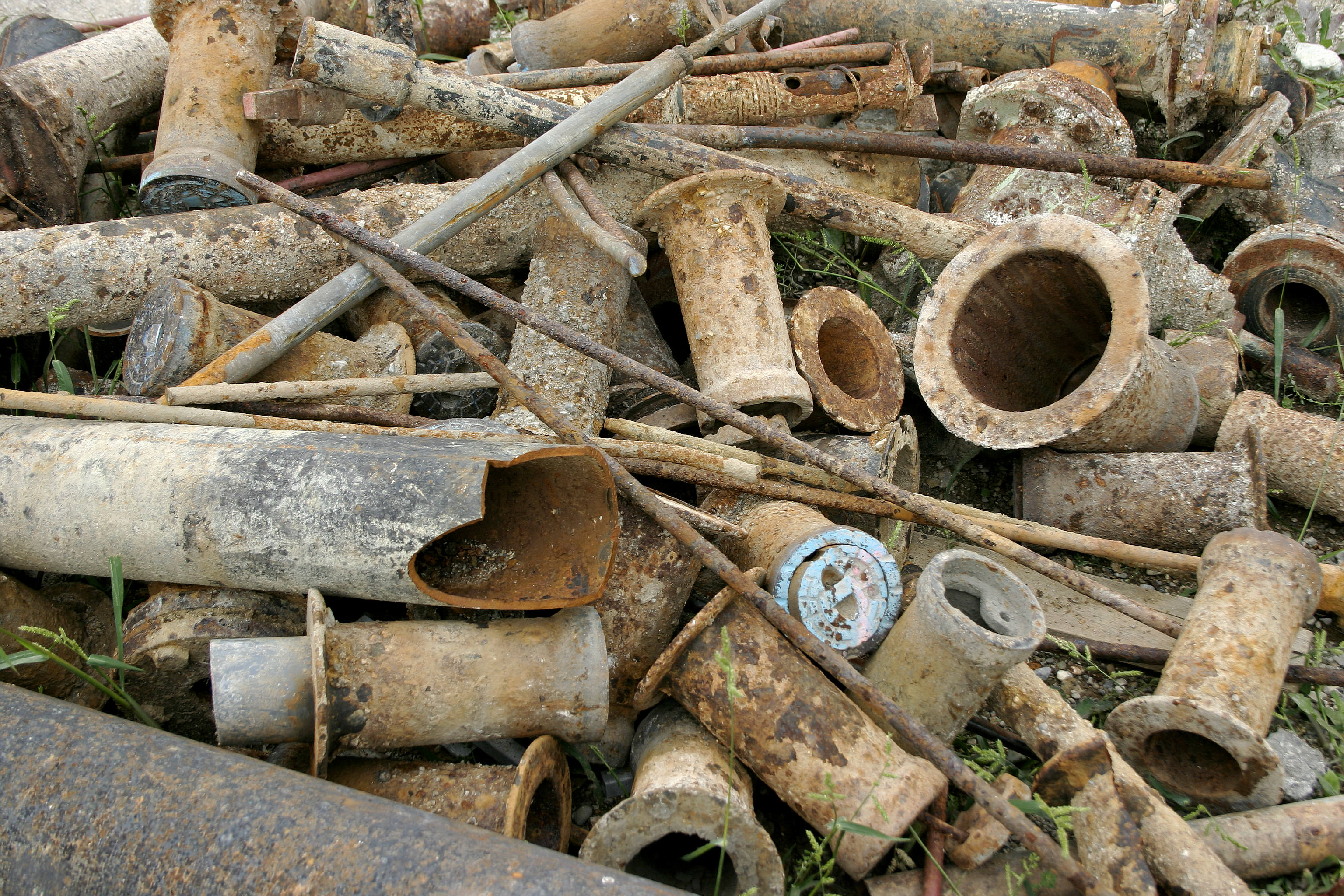
Złom żeliwny

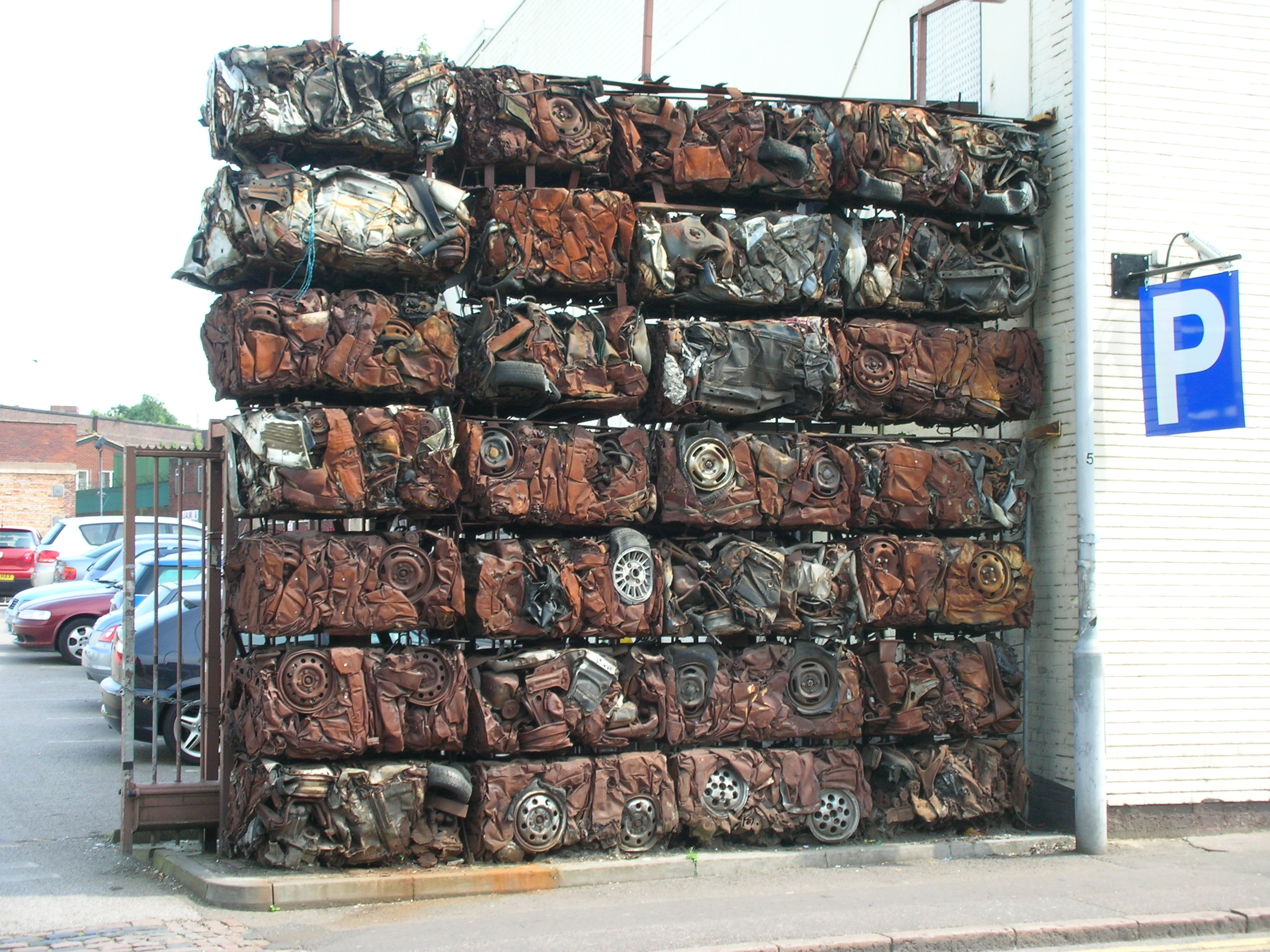
Zbrykietowany złom samochodowy

Złom – w metalurgii nazwa przedmiotów metalowych, przeznaczonych do wykorzystania w procesie recyklingu. Recykling złomu obejmuje odzyskiwanie i przetwarzanie złomu z gotowych produktów lub konstrukcji oraz ze złomu przemysłowego poprzez ich ponowne przetopienie (złomowanie). Do złomu należą np. metalowe odpady produkcyjne, wyroby metalowe nienadające się do naprawy, elementy konstrukcji pochodzące z rozbiórki, odpady komunalne z metalu, wyeksploatowane samochody (pozbawione elementów niemetalicznych, tzn. tapicerki, uszczelek, płynów itd.), maszyny, urządzenia i ich części, konstrukcje stalowe uszkodzone mechanicznie, skorodowane, bądź nienadające się do dalszej, bezpiecznej eksploatacji itp.

## Podział złomu
Ze względu na materiał, z którego pochodzi, złom dzieli się na:
- złom stalowy,
- złom żeliwny,
- złom metali nieżelaznych (kolorowych).

### Złom stalowy
Złom stalowy ma 2 główne gatunki:
- złom wsadowy – złom posiadający takie wymiary, postać i skład chemiczny, które pozwalają na bezpośrednie wykorzystanie go jako wsadu w piecach hutniczych.
- złom niewsadowy – złom, który musi zostać poddany obróbce termicznej lub mechanicznej dla uzyskania potrzebnych wymiarów, postaci i masy przed wykorzystaniem go jako wsadu w piecu hutniczym.

Jako rodzaje złomu niewsadowego, wyróżnia się m.in.:
- złom ciężki – grubość min. 6 mm (np. pręty zbrojeniowe, grube rury).
- złom lekki – grubość maks. 4 mm (np. blacha).

### Złom żeliwny
- Żeliwny maszynowy – tzw. żeliwo ciemne (np. korpusy silników).
- Żeliwny handlowy – tzw. żeliwo białe (np. instalacje sanitarne).

Kolor żeliwa wynika z jego właściwości. Dokładniej, zależy od szybkości chłodzenia żeliwa po odlaniu do formy.

### Złom metali nieżelaznych
Obejmuje złom:
- metali nieżelaznych:
  - aluminium, w tym puszki aluminiowe
  - cynk
  - miedź
  - ołów
- stopy metali:
  - mosiądz
  - brąz
  - znal
  - kajner.

Osobna kategoria to złom jubilerski.

### Złom użytkowy
Złom użytkowy jest to złom, który nadaje się do wykorzystania w celach innych niż jego przetopienie. Jest on sprzedawany przez składnice złomu i punkty skupu na życzenie ich klientów.

## Obrót złomem
Obrót złomem ma miejsce w punktach skupu złomu i w składnicach złomu. Dużymi dostawcami złomu są np. producenci z przemysłu metalowego, maszynowego, maszyn i urządzeń oraz środków transportu.
Dostawcami złomu są też gminy (segregacja odpadów). Zbiórka złomu może być źródłem dochodu dla osób prywatnych.